# درامان تراوريه

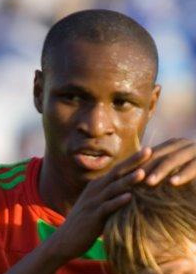
درامان تراوريه

دراماني تراوريه (بالفرنسية: Dramane Traoré)‏ من مواليد 17 يونيو 1982، لاعب كرة قدم مالي.
و هو يلعب مع منتخب مالي لكرة القدم.
لعب درامان تراوري في نادي الإسماعيلي المصري ومن ثم في الدوري التونسي وبالتحديد في النادي الأفريقي. ومن ثم انتقل للعب في روسيا وعاد بعدها إلى تونس ليلعب مع نادي الترجي.

## روابط خارجية
- درامان تراوريه على موقع اتحاد أوكرانيا (الإنجليزية)
- درامان تراوريه على موقع قاعدة بيانات كرة القدم.إي يو (الإنجليزية)
- درامان تراوريه على موقع ناشيونال فوتبول تيمز (الإنجليزية)
- درامان تراوريه على موقع Soccerway.com (الإنجليزية)
- درامان تراوريه على موقع أوليمبيديا (الإنجليزية)